# PC Gamer
PC Gamer er et computerspil magasin, der første gang blev udgivet i 1993. Den originale britiske udgave af bladet startede med at udkomme nogle måneder før den amerikanske udgave af bladet, og er desuden mere omfattende end den amerikanske. Magasinet fokuserer særligt på anmeldelser af nye computerspil, men indeholder ofte også artikler om hardware, "klassiske" spil og andre relaterede emner.
Der findes i dag to primære udgaver af magasinet: Den amerikanske og den britiske. Derudover findes der en lang række lokale udgaver, der primært baserer sig på den amerikanske og engelske udgave. Som eksempler kan nævnes den malaysiske, den svenske og den russiske udgave.